# 东营南站
东营南站，位于中华人民共和国山东省东营市东营区六户镇梅宅村，是德大铁路、津潍高速铁路（建造中）的火车站，由中国铁路济南局集团管辖，目前已暂停营运。

## 車站周邊
- 六户镇蔬菜批发市场
- 荣乌高速公路
- 六户镇中心学校

## 歷史
- 2015年9月28日通车启用。[2][3][4]
- 2024年5月8日起，因车站改造，东营南站暂停客运、售票、退改签等业务。[5]

## 外部連結
- 中国铁路客户服务中心（页面存档备份，存于）